# Prémio Screen Actors Guild 2008
14ª Prémios SAG
27 de Janeiro de 2008
Filme:
Melhor Elenco: No Country For Old Men
Televisão
Melhor Elenco - Série Dramática:
The Sopranos
Melhor Elenco - Série Comédia:
The Office
A 14.ª edição dos Prémios Screen Actors Guild foi apresentada em Los Angeles no Los Angeles Shrine Exposition Centera, a 27 de Janeiro de 2008. Vencedores a negrito.

## Vencedores e nomeados

### Prémio Screen Actors Guild Life Achievement
- Charles Durning[5]

### Cinema
| Melhor Ator principal - Daniel Day-Lewis – There Will Be Blood como Daniel Plainview - Viggo Mortensen – Eastern Promises como Nikolai Luzhin - George Clooney – Michael Clayton como Michael Clayton - Ryan Gosling – Lars and the Real Girl como Lars Lindstrom - Emile Hirsch – Into the Wild como Christopher McCandless | Melhor Atriz principal - Julie Christie – Away from Her como Fiona Anderson - Cate Blanchett – Elizabeth: The Golden Age como Rainha Elizabeth I - Marion Cotillard – La môme (La Vie en Rose) como Édith Piaf - Angelina Jolie – A Mighty Heart como Mariane Pearl - Elliot Page – Juno como Juno MacGuff |
| Melhor Ator secundário - Javier Bardem – No Country for Old Men como Anton Chigurh - Casey Affleck – The Assassination of Jesse James by the Coward Robert Ford como Robert Ford - Hal Holbrook – Into the Wild como Ron Franz - Tommy Lee Jones – No Country for Old Men como Ed Tom Bell - Tom Wilkinson – Michael Clayton como Arthur Edens | Melhor Atriz secundária - Ruby Dee – American Gangster como Mama Lucas - Cate Blanchett – I'm Not There como Jude Quinn - Catherine Keener – Into the Wild como Jan Burres - Amy Ryan – Gone Baby Gone como Helene McCready - Tilda Swinton – Michael Clayton como Karen Crowder                           |
| Melhor Elenco - No Country for Old Men – Javier Bardem, Josh Brolin, Garret Dillahunt, Tess Harper, Woody Harrelson, Tommy Lee Jones e Kelly Macdonald - 3:10 to Yuma – Christian Bale, Russell Crowe, Peter Fonda, Ben Foster, Logan Lerman, Gretchen Mol, Dallas Roberts, Vinessa Shaw e Alan Tudyk - American Gangster – Armand Assante, Josh Brolin, Russell Crowe, Ruby Dee, Chiwetel Ejiofor, Idris Elba, Cuba Gooding Jr., Carla Gugino, John Hawkes, Ted Levine, Joe Morton, Lymari Nadal, John Ortiz, RZA, Yul Vazquez e Denzel Washington - Hairspray – Nikki Blonsky, Amanda Bynes, Paul Dooley, Zac Efron, Allison Janney, Elijah Kelley, James Marsden, Michelle Pfeiffer, Queen Latifah, Brittany Snow, Jerry Stiller, John Travolta e Christopher Walken - Into the Wild – Brian H. Dierker, Marcia Gay Harden, Emile Hirsch, Hal Holbrook, William Hurt, Catherine Keener, Jena Malone, Kristen Stewart e Vince Vaughn | |
| Melhor Elenco de Dublês/Duplos - The Bourne Ultimatum - 300 - I Am Legend - The Kingdom - Pirates of the Caribbean: At World's End | |

### Televisão
| Melhor Ator em minissérie ou filme para televisão - Kevin Kline – As You Like It (HBO) como Jaques - Michael Keaton – The Company (TNT) como James Jesus Angleton/Mother - Oliver Platt – The Bronx Is Burning (ESPN) como George Steinbrenner - Sam Shepard – Ruffian (ABC) como Frank Whiteley - John Turturro – The Bronx Is Burning (ESPN) como Billy Martin | Melhor Atriz em minissérie ou filme para televisão - Queen Latifah – Life Support (HBO) como Ana Wallace - Ellen Burstyn – Oprah Winfrey Presents: Mitch Albom's For One More Day (ABC) como Pauline "Posey" Benetto - Debra Messing – The Starter Wife (USA Network) como Molly Kagan - Anna Paquin – Bury My Heart at Wounded Knee (HBO) como Elaine Goodale - Vanessa Redgrave – The Fever (HBO) como Mulher - Gena Rowlands – What If God Were the Sun? (Lifetime) como Melissa Eisenbloom |
| Melhor Ator em série dramática - James Gandolfini – The Sopranos (HBO) como Tony Soprano - Jon Hamm – Mad Men (AMC) como Don Draper - Hugh Laurie – House, M.D. (Fox) como Dr. Gregory House - James Spader – Boston Legal (ABC) como Alan Shore - Michael C. Hall – Dexter (Showtime) como Dexter Morgan | Melhor Atriz em série dramática - Edie Falco – The Sopranos (HBO) como Carmela Soprano - Sally Field – Brothers & Sisters (ABC) como Nora Walker - Glenn Close – Damages (FX) como Patty Hewes - Holly Hunter – Saving Grace (TNT) como Grace Hanadarko - Kyra Sedgwick – The Closer (TNT) como Det. Brenda Leigh Johnson |
| Melhor Ator em série de comédia - Alec Baldwin – 30 Rock (NBC) como Jack Donaghy - Steve Carell – The Office (NBC) como Michael Scott - Jeremy Piven – Entourage (HBO) como Ari Gold - Ricky Gervais – Extras (HBO) como Andy Millman - Tony Shalhoub – Monk (USA Network) como Adrian Monk | Melhor Atriz em série de comédia - Tina Fey – 30 Rock (NBC) como Liz Lemon - Christina Applegate – Samantha Who? (ABC) como Samantha Newly - Mary-Louise Parker – Weeds (Showtime) como Nancy Botwin - America Ferrera – Ugly Betty (ABC) como Betty Suarez - Vanessa Williams – Ugly Betty (ABC) como Wilhelmina Slater |
| Melhor Elenco em série dramática - The Sopranos (HBO) – Greg Antonacci, Lorraine Bracco, Edie Falco, James Gandolfini, Dan Grimaldi, Robert Iler, Michael Imperioli, Arthur J. Nascarella, Steve Schirripa, Matt Servitto, Jamie-Lynn Sigler, Tony Sirico, Aida Turturro, Steven Van Zandt e Frank Vincent - Boston Legal (ABC) – Rene Auberjonois, Candice Bergen, Julie Bowen, Saffron Burrows, Christian Clemenson, Taraji P. Henson, John Larroquette, William Shatner, James Spader, Tara Summers, Mark Valley, Gary Anthony Williams e Constance Zimmer - The Closer (TNT) – G. W. Bailey, Michael Paul Chan, Raymond Cruz, Tony Denison, Robert Gossett, Gina Ravera, Corey Reynolds, Kyra Sedgwick, J. K. Simmons e Jon Tenney - Grey's Anatomy (ABC) – Justin Chambers, Eric Dane, Patrick Dempsey, Katherine Heigl, T.R. Knight, Chyler Leigh, Sandra Oh, James Pickens Jr., Ellen Pompeo, Sara Ramirez, Elizabeth Reaser, Brooke Smith, Kate Walsh, Isaiah Washington e Chandra Wilson - Mad Men (AMC) – Bryan Batt, Anne Dudek, Michael Gladis, Jon Hamm, Christina Hendricks, January Jones, Vincent Kartheiser, Robert Morse, Elisabeth Moss, Maggie Siff, John Slattery, Rich Sommer e Aaron Staton                                                               | |
| Melhor Elenco em série de comédia - The Office (NBC) – Leslie David Baker, Brian Baumgartner, Steve Carell, David Denman, Jenna Fischer, Kate Flannery, Melora Hardin, Mindy Kaling, Angela Kinsey, John Krasinski, Paul Lieberstein, B. J. Novak, Oscar Nunez, Phyllis Smith e Rainn Wilson - 30 Rock (NBC) – Scott Adsit, Alec Baldwin, Katrina Bowden, Kevin Brown, Grizz Chapman, Tina Fey, Judah Friedlander, Jane Krakowski, Jack McBrayer, Tracy Morgan, Maulik Pancholy, Keith Powell e Lonny Ross - Desperate Housewives (ABC) – Andrea Bowen, Ricardo Antonio Chavira, Marcia Cross, Dana Delany, James Denton, Nathan Fillion, Lyndsy Fonseca, Rachel Fox, Teri Hatcher, Zane Huett, Felicity Huffman, Kathryn Joosten, Brent Kinsman, Shane Kinsman, Joy Lauren, Eva Longoria, Kyle MacLachlan, Shawn Pyfrom, Doug Savant, Dougray Scott, Nicollette Sheridan, John Slattery e Brenda Strong - Entourage (HBO) – Rhys Coiro, Kevin Connolly, Kevin Dillon, Jerry Ferrara, Adrian Grenier, Rex Lee, Jeremy Piven e Perrey Reeves - Ugly Betty (ABC) – Alan Dale, America Ferrera, Christopher Gorham, Mark Indelicato, Ashley Jensen, Judith Light, Eric Mabius, Becki Newton, Ana Ortiz, Tony Plana, Rebecca Romijn, Stelio Savante, Michael Urie e Vanessa Williams | |
| Melhor Elenco de Dublês/Duplos - 24 (Fox) - Heroes (NBC) - Lost (ABC) - Rome (HBO) - The Unit (CBS) | |